# Yacimiento de Almallutx
El Santuario de Almallutx (coordenadas X: 484.455.61 Y: 4.406.135.16) es un yacimiento arqueológico que presenta cuatro estructuras distintas construidas en el corazón de la Sierra de Tramontana, concretamente en el municipio de Escorca. Es una clara muestra de la Cultura talayótica que se llevó a cabo en Mallorca y Menorca durante la Época de Hierro (s.VII a. C.).

## Localización

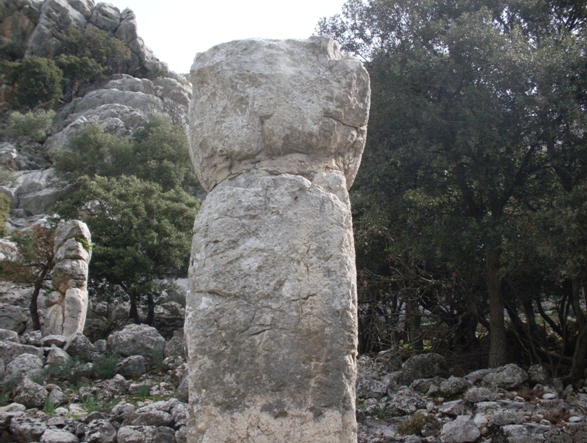
Visualización general del Santuario de Almallutx.

El Santuario de Almallutx está situado en el valle que cierran las montañas del Morro de Almallutx y el Puig de ses Vinyes, cubre unos 200 metros en la ladera de Es Castellot con una altitud de 610 metros. Parte del yacimiento se encuentra cubierto por las aguas del Gorg Blau que ocupan prácticamente todo el valle y tienden a aumentar o disminuir en función de la estación meteorológica.
La zona en la que se erige este yacimiento es un terreno privado con libre visitación. Para llegar es necesario coger la carretera Sóller-Lluc hasta llegar al valle en el que se observa el embalse de agua, sin embargo, a partir de ahí el camino se debe continuar andando. Se bordea el Gorg Blau a pie dejando a mano derecha diversas casas que se encuentran en la posesión que da nombre al valle y, después, hay que atravesar la montaña de Es Castellot. El transcurso del viaje oscila entre 15-20 minutos desde Sóller en coche y entre 60-90 minutos a pie. El yacimiento no se encuentra señalizado pero hay un pequeño camino acondicionado para ir andando.

## Grado de conservación y potencialidad para la visita

### Grado de conservación
En el yacimiento de Almallutx se pueden encontrar cuatro estructuras, dos santuarios y dos talayotes. Para establecer unos criterios a la hora de valorar el grado de conservación se usará el propuesto por Albero (2011).
El Santuario 1 está constituido por un recinto cuadrangular y un pilar central que presenta una altura de 4 metros y un grado de conservación de 5 en una escala de 10. El Santuario 2 tiene un pilar central con una altura 3,5 metros y un grado de conservación de 4 en la misma escala. 

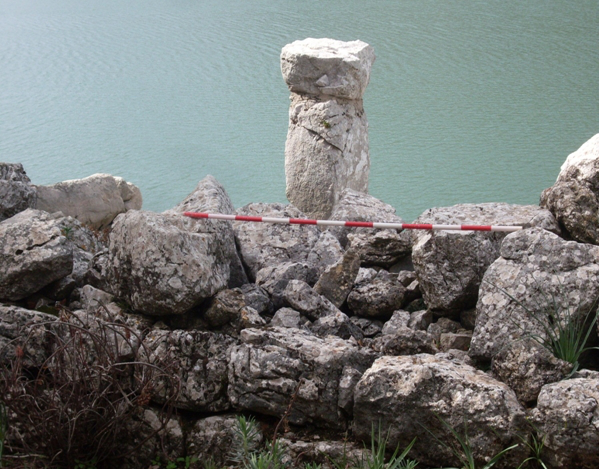
Visualización de la estructura interna del Santuario 1.

El talayote 3 presenta mal estado, un 2 en la escala de grado de conservación. Por esta razón únicamente se han conservado dos ángulos de los muros de un recinto, aparentemente rectangular, a nivel de la primera fila de piedra con una altura de 0,60 metros. Además, también se puede observar lo que sería la base de un pilar.
El talayote 4 se encuentra en un estado de conservación peor (1 en la escala de 10). Por ello, tan sólo se pueden apreciar las trazas de una estructura irregular con una altura inferior a medio metro. 
Con estas cuatro estructuras identificadas, su índice de conservación es de 6,13.

### Potencialidad para la visita
El Santuario de Almallutx se encuentra limpio de vegetación, aunque sí está rodeado de ella. No presenta ningún tipo de señalización pues parte del depósito arqueológico está cubierto por las aguas del Gorg Blau dificultando la construcción de un camino subordinado. 
Por lo que se refiere a la divulgación turística o educativo es algo escasa, aun así hay bibliografía donde poder hallar información. Guerrero (1991) o Aramburu (1994) han escrito sobre las características generales de este yacimiento. Además, hay otras páginas web en las que se hacen referencias a él. Por lo que se refiere a guías turísticas, el santuario de Almallutx no aparece, sin embargo, hay excursiones organizadas que pasan por el Gorg Blau.

## Descripción del yacimiento
El yacimiento de Almallutx fue excavado por Manuel Fernández Miranda, Bartomeu Ensenyat y Catalina Ensenyat  entre 1969 y 1970. En los últimos años se ha llevado a cabo una restauración del monumento, razón por la cual dos de los santuarios presentan un buen estado de conservación.
El conjunto ceremonial está compuesto por dos santuarios distintos. El primero de ellos está más situado a la montaña de Es Castellot de Almallutx y el segundo está ubicado más cercano al Gorg Blau. Junto a estos emplazamientos podemos encontrar dos estructuras aún sin determinar. No obstante, el poblado adyacente a este conjunto ceremonial de Almallutx permanece sumergido bajo las aguas del Gorg Blau, el cual se sitúa en el lado norte del santuario. 
El Santuario 1 tiene una planta rectangular con unas dimensiones de 9,40x9,60 m con esquinas redondeadas. En el centro, se encuentra una columna trilítica, que estaba caída cuando se excavó, y alcanza los 4 m de altura. Las paredes están formadas por hiladas de piedras de gran tamaño.
El Santuario 2 se parece mucho al primero. También de planta rectangular, mide 9,65x8,65 m y con una estructura trilítica en el centro con una altura de 3,5 m. aproximadamente.
Por lo que se refiere al talayote 3, según Aramburu (1998), tiene una base cuadrada que tiene unas dimensiones de 6,5x6,35 y no se reflejan restos de la puerta. Se conserva una base de una columna que mediría casi unos 4 m. si estuviera completa.
El talayote 4 no es mencionado por Aramburu (1998) ni por Guerrero (1991). Es la estructura menos conservada, tan sólo quedan restos irregulares de la estructura que miden alrededor de medio metro.
Todas las estructuras tienen en común su base cuadrangular y que la técnica constructiva que se usó fue la ciclópea, grandes bloques de piedra.
Respecto a los hallazgos materiales, se han encontrado vaso troncocónicos que contenían en el interior restos de animales troceados. En el Santuario 1 se llevó a cabo un recuento de los fragmentos de animales identificados que tuvo como resultado los siguientes porcentajes: Oveja 67,5%, Cabra 14,2%, Cerdo 17,1%, Bóvidos 2,5%. También se descubrió el enterramiento de un joven, extendido y cubierto de losas junto a un proyectil esférico. A su lado, había otro cadáver encogido con un proyectil esférico, también, junto al cráneo. Además, se halló una mandíbula de un niño.

## Interpretación del yacimiento
Debido a estos descubrimientos han surgido varias interpretaciones que giran alrededor de los usos o funciones que tenían estos yacimientos. Algunos autores han visto en el santuario de Almallutx un equivalente a las taulas de Menorca. Aramburu (1998) y Guerrero (1991) coinciden en la función sacra de los restos. El segundo afirma la posibilidad de que fuera el santuario central de la isla por el significado mítico que tienen en la prehistoria los lugares altos. Además, en el interior del Santuario 1 se halló un crisol que señalaría la importancia de la metalúrgica para la mitología mallorquina.
La presencia de las montañas y el entorno geográfico de la zona la convierten en un lugar mágico en el cual en la época talayótica la gente subía a enterrar a sus muertos para estar más cerca de sus dioses, debido a la altura del yacimiento sobre el nivel del mar.
De esta manera, pues, la función principal de este yacimiento era ceremonial y en él se llevaban a cabo sacrificios de animales y enterramientos.